# Aufgabenwechsel (Psychologie)
Der Aufgabenwechsel ist eine exekutive Funktion, die die Fähigkeit beinhaltet, die Aufmerksamkeit unbewusst zwischen einer Aufgabe und einer anderen hin und her zu verlagern.
Durch Aufgabenwechsel kann sich eine Person schnell und effizient an verschiedene Situationen anpassen. Dies wird häufig von kognitiven und experimentellen Psychologen untersucht und kann experimentell mit Aufgaben wie dem Wisconsin Card Sorting Test getestet werden. Defizite beim Aufgabenwechsel werden häufig bei Patienten mit Parkinson und bei Patienten mit Autismus beobachtet.

## Hintergrund und Geschichte
Menschliches Verhalten und Denken sind durch die Fähigkeit gekennzeichnet, sich an eine dynamische Umgebung anzupassen, sei es in Bezug auf Aufmerksamkeit, Handeln oder beides. Diese Fähigkeit, Aufmerksamkeit und Handeln adaptiv zu verschieben, wurde im Labor untersucht, seit Jersild (1927) erstmals das Aufgabenwechsel-Paradigma verwendete. Dieses Paradigma untersucht die Kontrollprozesse, die die mentalen Ressourcen für einen Aufgabenwechsel neu konfigurieren, indem es von den Versuchspersonen verlangt, eine Reihe einfacher, aber anspruchsvoller, sich gegenseitig ergänzender Operationen durchzuführen, die in abwechselnder oder sich wiederholender Reihenfolge ausgeführt werden müssen.

### Wechselkosten
Die Leistung bei diesen Aufgaben wird gestört, wenn ein Wechsel von einer Aufgabe zu einer anderen erforderlich ist. Diese Störung ist gekennzeichnet durch eine langsamere Leistung und eine geringere Genauigkeit bei einer bestimmten Aufgabe A in einem Versuch, der auf die Durchführung einer anderen Aufgabe B folgt („alternierender“ oder „Wechsel“-Versuch), im Gegensatz zur Leistung bei Aufgabe A, wenn sie auf einen anderen Versuch von Aufgabe A folgt („Wiederholungs“-Versuch). Der Unterschied in Genauigkeit und Leistung zwischen einer Aufgabenwiederholung (AA) und einem Aufgabenwechsel (AB) wird als Wechselkosten bezeichnet. Die Wechselkosten bleiben bestehen, selbst wenn ausreichende Warnungen vor einem bevorstehenden Wechsel vorliegen. Daher wird angenommen, dass sie die Funktionsweise zahlreicher exekutiver Kontrollprozesse widerspiegeln, die von Aufmerksamkeitsverschiebung, Zielabruf, Aufgabensatz-Neukonfigurationsprozessen bis hin zur Hemmung vorheriger Aufgabensätze reichen.

### Rogers und Monsell (1995) Alternierendes Aufgabenverfahren
Dieses Paradigma ging davon aus, dass die Verarbeitung bei Wiederholungs- und Wechselversuchen bis auf den Wechselprozess gleich ist. Rogers und Monsell (1995) schlugen vor, dass Wechselversuche höhere Anforderungen an das Arbeitsgedächtnis stellen, da sich die Versuchspersonen bei Wechselversuchen an zwei Aufgaben erinnern müssen, bei Wiederholungsversuchen jedoch nur an eine. Um diese Probleme zu lösen, wurde das Verfahren der alternierenden Durchläufe eingeführt, bei dem die Versuchspersonen zwischen kurzen Durchläufen verschiedener Aufgaben wechseln (z. B. AABBAABB). Innerhalb der Durchläufe treten Wiederholungen auf (z. B. AA, BB) und zwischen den Durchläufen treten Wechsel auf (z. B. AB, BA). Die Gedächtnisbelastung und die Anforderungen an die Überwachung sind bei Wiederholungen und Wechsel gleich.

### Aufgabenstellung
Ein Aufgabensatz ist definiert als die effektive Absicht, eine Aufgabe auszuführen. Dies wird erreicht, indem man seinen mentalen Zustand (z. B. die Aufmerksamkeit) so konfiguriert, dass er den spezifischen Operationen entspricht, die die Aufgabe erfordert. Zu den Aufgaben, die zur Definition dieser Aufgabensätze verwendet wurden, gehören: Kategorisierung von Zahlen, Buchstaben oder Symbolen; Identifizierung von Farben oder Wörtern (z. B. unter Verwendung von Stroop-Effekt-Stimuli); Ortsbeurteilungen; semantische und episodische Gedächtnisaufgaben; und Rechenprobleme.

## Theorien

### Exekutive Kontrolle der Verarbeitung

#### Neukonfiguration des Aufgabensatzes
Diese Theorie geht davon aus, dass ein einmal ausgeführter Aufgabensatz in einem bestimmten Aktivierungszustand verbleibt, bis er geändert werden muss, etwa wenn eine neue Aufgabe präsentiert wird. Folglich, so argumentieren die Befürworter, entstehen Wechselkosten durch einen endogenen, exekutiven Kontrollprozess, der das kognitive System neu konfiguriert, um bei Aufgabenwechseln den relevanten Aufgabensatz auszuführen.

### Automatische Prozesse

#### Trägheit der Aufgabenstellung
Um Verhaltensstabilität trotz Interferenzen zu erreichen, sind stark aktivierte Aufgabensätze erforderlich. Stark aktivierte Aufgabensätze sollten jedoch auch besonders schwer zu eliminieren sein. Folglich bleiben Aufgabensätze über die Zeit bestehen und stören proaktiv die Etablierung neuer Aufgabensatzkonfigurationen (siehe proaktive Interferenz). Diese Restaktivierung von Aufgabensätzen im Gedächtnis durch die kürzliche Ausführung einer Aufgabe kann zu automatischen Einflüssen auf die Ausführung einer neuen Aufgabe beitragen, die sich der willentlichen Kontrolle entziehen. So wurde zum Beispiel vorgeschlagen, dass weniger geübte Aufgaben mehr Unterstützung im Gedächtnis benötigen, was zu einer größeren Trägheit des Aufgabensatzes führt und somit voraussichtlich mehr proaktive Interferenzen erzeugt, die zu höheren Umschaltkosten beim Wegschalten von der weniger geübten Aufgabe führen. Zukünftige Forschung muss klären, ob aktive oder passive Prozesse die Trägheit des Aufgabensatzes überwinden.

#### Aufgabensatzhemmung
Behauptet, dass der Wechsel zwischen Aufgaben erfordert, dass die gerade beendete Aufgabe unterdrückt wird, damit eine neue Aufgabe beendet werden kann. Diese Theorie wird durch Untersuchungen gestützt, in denen längere Reaktionszeiten beobachtet wurden, wenn nach einer Zwischenaufgabe zu einer Aufgabe zurückgekehrt wird, als wenn drei oder mehr verschiedene Aufgaben hintereinander beendet werden – ein starker Beweis gegen Theorien, die nur auf Aktivierung basieren. Beispielsweise werden bei den Aufgaben A, B und C die Reaktionszeiten für die dritte Aufgabe bei einer ABA-Sequenz langsamer sein als bei einer CBA-Sequenz. Eine Reihe von Experimenten konnte zeigen, dass dieser Hemmungsprozess nicht das Ergebnis von Priming ist und daher kein automatischer Prozess ist. Man nimmt an, dass unvollständige Hemmung für die Restkosten verantwortlich ist, die selbst nach langen Hinweis-Reiz-Intervallen auftreten.

#### Aufgaben-Set-Priming
Bei den meisten Experimenten zum Aufgabenwechsel werden für beide Aufgaben die gleichen Reize verwendet (z. B. Bilder bei Aufgaben zur Ortsbeurteilung oder Wörter bei Aufgaben zur semantischen Beurteilung), so dass die aktuellen Reize den vorherigen Aufgabensatz vorbereiten (mehr verfügbar machen) können. Folglich verursacht die Konfrontation mit dem gleichen Reiz in verschiedenen Aufgaben kognitive Kosten, und es sind wahrscheinlich hauptsächlich diese Kosten, die anhand der Wechselkosten gemessen werden. Studien haben gezeigt, dass die Eindeutigkeit der Reize (und die Nichtüberlappung der Antworten) in Bezug auf jede der möglichen Aufgaben in einigen Fällen ausreicht, um die Kosten des Aufgabenwechsels zu eliminieren. Eine wichtige Herausforderung für künftige Forschung besteht darin, festzustellen, ob aktive oder passive Prozesse das Aufgabensatz-Priming überwinden.

## Die Umstellungskosten

### Explizite Aufgabenhinweise zur Ermittlung von Wechselkosten
Das explizite Task-Cueing-Verfahren wurde entwickelt, um den zeitlichen Verlauf des Aufgabenwechsels zu untersuchen. Das Intervall zwischen der Präsentation des Cues, das angibt, welche Aufgabe ausgeführt werden soll, und der Präsentation des Zielreizes kann manipuliert werden, um die Auswirkung der verfügbaren Verarbeitungszeit auf die Leistung zu demonstrieren.

### Zwei Modelle erklären die Auswirkungen von Hinweisen auf die Wechselkosten

#### Task-Switching-Modell
Dieses Aufgabenwechselmodell übernimmt die Rolle der exekutiven Kontrolle. Wenn sich der Hinweis wiederholt, tut die Exekutive nichts und das Ziel wird gemäß der Aufgabe aus dem vorherigen Versuch verarbeitet. Wenn der Hinweis wechselt, wechselt die Exekutive die Aufgaben, bevor sie das Ziel verarbeitet. Das Wechseln braucht Zeit und verursacht Wechselkosten. Sagt gleiche Reaktionszeiten (RTs) für Hinweiswiederholungen und Aufgabenwiederholungen und langsamere RTs für Aufgabenwechsel voraus, da dies die einzige Bedingung ist, unter der Aufgabenwechsel tatsächlich auftreten.

#### Compound-Stimulus-Modell
Dieses Modell geht nicht von exekutiver Kontrolle aus. Hinweis und Ziel bestimmen gemeinsam eine einzigartige Reaktion bei jedem Versuch, sodass die Versuchspersonen Hinweis und Ziel kodieren und die mit der Verbindung verbundene Reaktion wählen können. Ein Aufgabenwechsel ist nicht erforderlich. Hinweise werden bei Wiederholungsversuchen schneller kodiert als bei Wechselversuchen, da die Kodierung von der Wiederholung profitiert. Die Wechselkosten spiegeln somit die Kodierungsvorteile bei Wiederholungsversuchen wider, nicht beim Aufgabenwechsel, sodass schnellere Reaktionszeiten bei Hinweiswiederholungen als bei Aufgabenwiederholungen und gleiche Reaktionszeiten bei Aufgabenwiederholungen und Aufgabenwechseln vorhergesagt werden.

### Experimentelle Beweise

#### Unterstützung für keine Exekutivkontrolle
Um die beiden Modelle zu unterscheiden, wurden in den Experimenten für jede Aufgabe zwei Hinweise mit drei Arten von Versuchen verwendet: Hinweiswiederholungen, bei denen der aktuelle Hinweis derselbe war wie der vorherige Hinweis; Aufgabenwiederholungen, bei denen der aktuelle Hinweis sich vom vorherigen Hinweis unterschied, aber dieselbe Aufgabe vorgab; und Aufgabenwechsel, bei denen sich der aktuelle Hinweis vom vorherigen Hinweis unterschied und eine andere Aufgabe vorgab. Die Daten zeigten große Unterschiede in den Reaktionszeiten zwischen Hinweiswiederholungen und Aufgabenwiederholungen (gleiche Aufgabe, anderer Hinweis) und vernachlässigbare Unterschiede zwischen Aufgabenwiederholungen und Aufgabenwechseln, was mit dem zusammengesetzten Reizmodell übereinstimmt. Daher spiegeln die im expliziten Aufgabenhinweisverfahren beobachteten Wechselkosten möglicherweise keine exekutiven Prozesse wider.